# Vita tranquilla
Vita tranquilla è un singolo del cantautore italiano Tricarico, pubblicato in download digitale nel marzo 2008 e contenuto nell'album Giglio.

## Descrizione
Il brano è stato presentato dall'artista in gara al Festival di Sanremo 2008, non classificandosi tra i dieci finalisti della manifestazione ma solo 16º. Il brano ha ottenuto comunque un ottimo successo da parte della critica, aggiudicandosi nell'ambito del Festival il Premio della Critica "Mia Martini".
Il singolo ha ottenuto un buon successo commerciale, raggiungendo la quarta posizione della classifica italiana dei singoli.

## Tracce
1. Vita tranquilla – 4:21

## Classifiche
| Classifica (2008) | Posizione |
| ----------------- | --------- |
| Italia            | 4         |